# Блейман, Михаил Юрьевич
Михаи́л Ю́рьевич Бле́йман (19 мая 1904, Ростов-на-Дону — 3 декабря 1973, Москва) — советский сценарист, критик, теоретик кино. Лауреат Сталинской премии второй степени (1948).

## Биография
Родился 6 мая (19 мая по новому стилю) 1904 года в Ростове-на-Дону, в семье помощника присяжного поверенного (впоследствии присяжного поверенного) Юды Моисеевича Блеймана. Доходный дом Ю. М. Блеймана в Ростове-на-Дону располагался на Никольской улице (ныне Социалистическая, 105/42). В 1923—1924 годах учился на историко-филологическом факультете Донского университета (Ростов-на-Дону) и в Высшем литературно-художественном институте имени Брюсова (Москва), одновременно сотрудничал в газетах и журналах.
В 1924 году вместе с М.В. Большинцовым, А.И. Грисенко, С.И.  Брюмером и другими ростовскими комсомольцами создал единственную в России негосударственную комсомольскую киностудию «Ювкинокомсомол». На этой киностудии по его сценарию в 1926 году был снят его первый полнометражный  (7 частей, 2289 метров) художественный военно-приключенческий фильм «Приказ №…» о подвигах молодых ростовских подпольщиков.  В 1937—1939 годах совместно с М.В. Большинцовым и Ф.М. Эрмлером создал сценарий одного из выдающихся советских фильмов «Великий гражданин», за который в 1940 году был награждён орденом Трудового Красного Знамени. Успех фильма был предопределён в значительной мере новаторской драматургией. Был одним из создателей сценария культового фильма «Подвиг разведчика», за который в 1948 году был удостоен Сталинской премии. Одними из последних фильмов М.Ю. Блеймана были «Путь в Сатурн» и «Конец Сатурна».
Член редакционной коллегии Сценарной студии Комитета по делам кинематографии при СНК СССР, исполнял обязанности директора отделения Сценарной студии по Средней Азии и Казахстану (1943). Автор ряда статей по вопросам театрального искусства.
В ходе кампании по борьбе с космополитизмом был обвинён министром кинематографии СССР И. Г. Большаковым в  раболепстве перед буржуазной кинематографией, глумлении над выдающимися произведениями советской кинематографии, активной помощи «Траубергу в его подрывной антипатриотической деятельности». В резолюции, принятой на собрания актива киноработников в Московском Доме кино 24—28 февраля 1949 года, отмечалось, что группа, возглавляемая Траубергом, «из года в год вела подрывную работу против советского киноискусства с позиции космополитизма и буржуазного эстетства», отравляя «сознание работников кино пропагандой растленной идеологии буржуазного Запада». Оказал помощь Г. А. Товстоногову в постановке пьесы Ш. Н. Дадиани «Из искры…» (1949), существенно переработав сценарий. Однако его имя среди создателей спектакля не было упомянуто.
В своих работах 50—60-х годов анализировал становление многонационального социалистического киноискусства и общие закономерности его развития, исследовал зарубежное кино и кинодраматургию.
В 1960—1970 годах руководил сценарными мастерскими на Высших курсах сценаристов и режиссеров.
Умер 3 декабря 1973 года. Похоронен в Москве на Донском кладбище.

## Семья
Жена — Инна Александровна Данкман (1922—1991), режиссёр МАДТ имени Моссовета, заслуженная артистка РСФСР (1983), дочь одного из первых организаторов циркового дела в СССР Александра Морисовича Данкмана.

## Награды и премии
- орден Трудового Красного Знамени (1940)[8]

- Сталинская премия второй степени (1948) — за участие в создании фильма «Подвиг разведчика» (1947)[10].
- медали

## Фильмография
- 1924 — История одного аванса (короткометражный)
- 1924 — Похождения Ваньки Гвоздя (короткометражный)
- 1926 — Приказ №…
- 1928 — Мятеж (совместно с С. А. Тимошенко)
- 1928 — Ася (совместно с Ю. Г. Оксманом)
- 1928 — Гафир и Мариам (короткометражный)
- 1928 — Синие воротники
- 1929 — Дорога в мир (совместно с Б. В. Шпис)
- 1930 — Всадники ветра
- 1930 — Две силы (совместно с Н. И. Галкиным, Л. Л. Константиновским, Д. Ф. Сверчковым)
- 1930 — Счастливый Кент
- 1931 — Конец Нахаловки
- 1932 — Беглец
- 1933 — Моя Родина
- 1936 — Путешествие в Арзрум
- 1937 — Великий гражданин (совместно с М. В. Большинцовым и Ф. М. Эрмлером)
- 1940 — Юность командиров (совместно с В. П. Вайнштоком)
- 1942 — Непобедимые (совместно с М. К. Калатозовым)
- 1944 — Небо Москвы (совместно с М. В. Большинцовым)
- 1945 — Это было в Донбассе (совместно с С. П. Антоновым и Б. Л. Горбатовым)
- 1947 — Подвиг разведчика (совместно с К. Ф. Исаевым и М. Б. Маклярским)
- 1947 — Возвращение с победой (совместно с К. Ф. Исаевым)
- 1948 — Три встречи
- 1954 — Тревожная молодость (совместно с В. П. Беляевым)
- 1957 — Его время придет (совместно с Сергеем Ермолинским)
- 1965 — Перед судом истории (совместно с В. П. Вайнштоком)
- 1965 — «Тобаго» меняет курс
- 1965 — Петух (фильм, 1965) (совместно с Ниссоном Зелеранским и Юрием Строевым (Ициксоном))
- 1966 — Чужое имя (совместно с Ари Ваксером и Михаилом Бараном)
- 1967 — Путь в «Сатурн»
- 1967 — Конец «Сатурна»
- 1968 — 24-25 не возвращается
- 1968 — День ангела (нет в титрах)[29]
- 1970 — Крушение империи
- 1971 — Чёрные сухари
- 1972 — Бой после победы